# Gudow
Gudow er en kommune i det nordlige Tyskland, beliggende i Amt Büchen under Kreis Herzogtum Lauenburg. Kreis Herzogtum Lauenburg ligger i delstaten Slesvig-Holsten.

## Geografi
Gudow ligger midt i Naturpark Lauenburgische Seen ud til Gudower See og ved grænsen til delstaten Mecklenburg-Vorpommern. I kommunen ligger ud over Gudow landsbyerne Kehrsen, Segrahn og Sophienthal og bebyggelsen Bannau.
Kommunen var fra 1948 til 2006 sæde for Amt Gudow, der i 1971 blev lagt sammen med Amt Sterley til Amt Gudow-Sterley; Da dette blev nedlagt i 2007 indgik Gudov sammen med kommunerne Besenthal, Göttin og Langenlehsten i Amt Büchen.